# باليس
بعليس Baalis ( (بالعبرية: בַּעֲלִיס‏) , بعليس ; باللغة العمونية : 𐤁𐤏𐤋𐤉𐤔𐤏, B'LYŠ' ) هو الاسم المذكور في سفر إرميا لملك عمون . لقد حرض على قتل جدليا ابن أخيقام ، الحاكم اليهودي المعين من قبل البابليين على القدس .